# Сложно съчинено съотносително изречение
Простите изречения, които са свързани съчинително и образуват сложно съчинено изречение, са синтактично независими едно от друго, макар че са смислово обединени. Всяко едно от простите изречения може да се употреби самостоятелно.
Синтактично равностойните помежду си изречения се свързват в сложно съчинено изречение безсъюзно (отбелязва се със запетая) или чрез съчинителни съюзи. Изборът на съюза се определя от значението на изразяваното отношение между простите изречения, които образуват сложно съчинено изречение.
Пунктуацията при сложните съчинени изречения прилича на пунктуацията в съчинителните словосъчетания.